# Thelo Aasgaard
Thelonious « Thelo » Aasgaard, né le 2 mai 2002 à Liverpool en Angleterre, est un footballeur norvégien qui joue au poste de milieu offensif aux Rangers FC.

## Biographie

### En club
Né à Liverpool en Angleterre, Thelo Aasgaard est formé par le Wigan Athletic. Il joue son premier match en professionnel le 20 octobre 2020, lors d'une rencontre de championnat face au Peterborough United. Il entre en jeu à la place de Matt Palmer lors de cette rencontre perdue par son équipe sur le score de un but à zéro.
Le 11 janvier 2021, Aasgaard signe son premier contrat professionnel avec Wigan, le liant au club jusqu'en juin 2023.
En septembre 2021, Aasgaard se blesse au genou, ce qui le tient éloigné des terrains pendant plus d'un mois. Il fait son retour fin octobre de la même année. Le 8 janvier 2022, lors d'une rencontre de coupe d'Angleterre face à Blackburn Rovers il se fait remarquer en marquant le but vainqueur de son équipe dans le temps additionnel (3-2 score final),. En février 2022, Aasgaard se blesse une nouvelle fois, il est cette fois écarté des terrains jusqu'à la fin de la saison 2021-2022. Wigan termine premier de League One cette année-là, il est ainsi sacré champion et son équipe est promu à l'échelon supérieur.
Le 28 janvier 2025, lors du mercato hivernal, Thelo Aasgaard signe en faveur de Luton Town.

### En sélection
Né en Angleterre, Thelo Aasgaard possède des origines norvégiennes de par son père et françaises de par sa mère. Il représente toutefois la Norvège en sélection.
Thelo Aasgaard représente l'équipe de Norvège des moins de 20 ans, jouant son premier match avec cette sélection le 6 septembre 2021 contre l'Allemagne. Il est titularisé et les deux équipes se neutralisent (1-1 score final).
Thelo Aasgaard joue son premier match avec l'équipe de Norvège espoirs le 15 juin 2023, lors d'un match amical contre l'Écosse. Il est titularisé et les deux équipes se neutralisent (0-0 score final)

## Palmarès
Wigan Athletic
- League One (1) :
  - Champion : 2021-2022.